# نیو پراویدنس، نیوجرسی
نیو پراویدنس (به انگلیسی: New Providence) شهری در ایالت نیوجرسی کشور ایالات متحده آمریکا است که جمعیت آن در سرشماری سال ۲۰۱۰ میلادی، ۱۲٬۱۷۱ نفر بوده‌است.

## نگارخانه

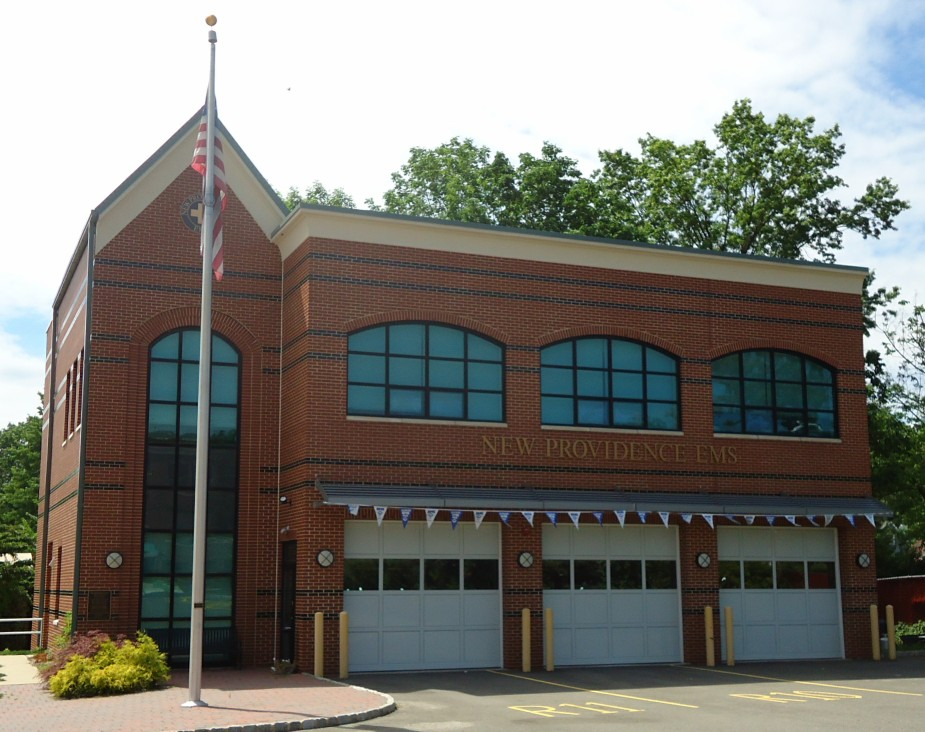
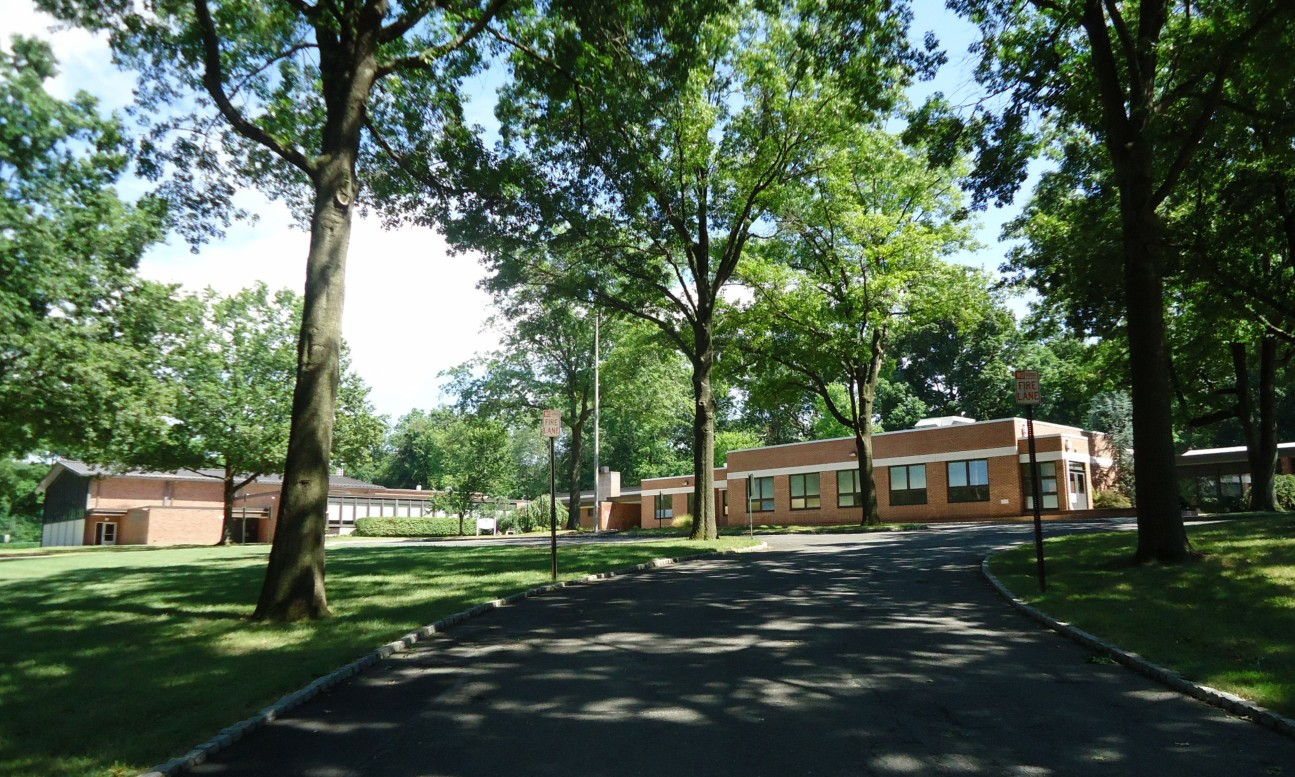
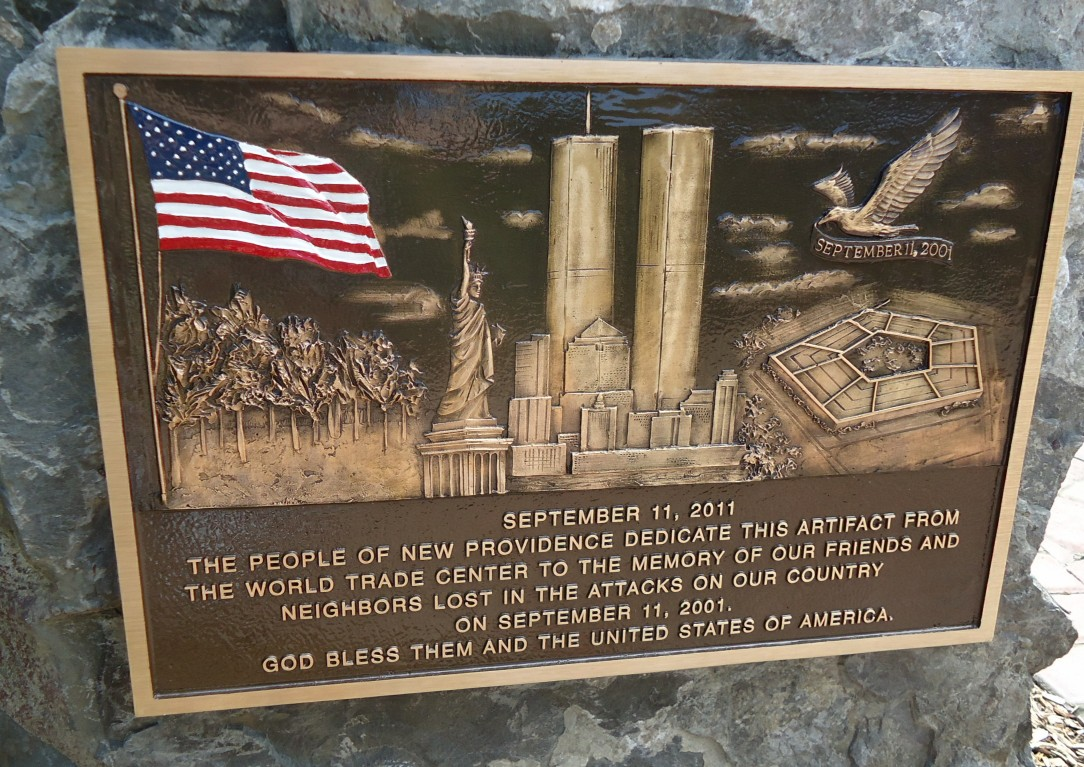
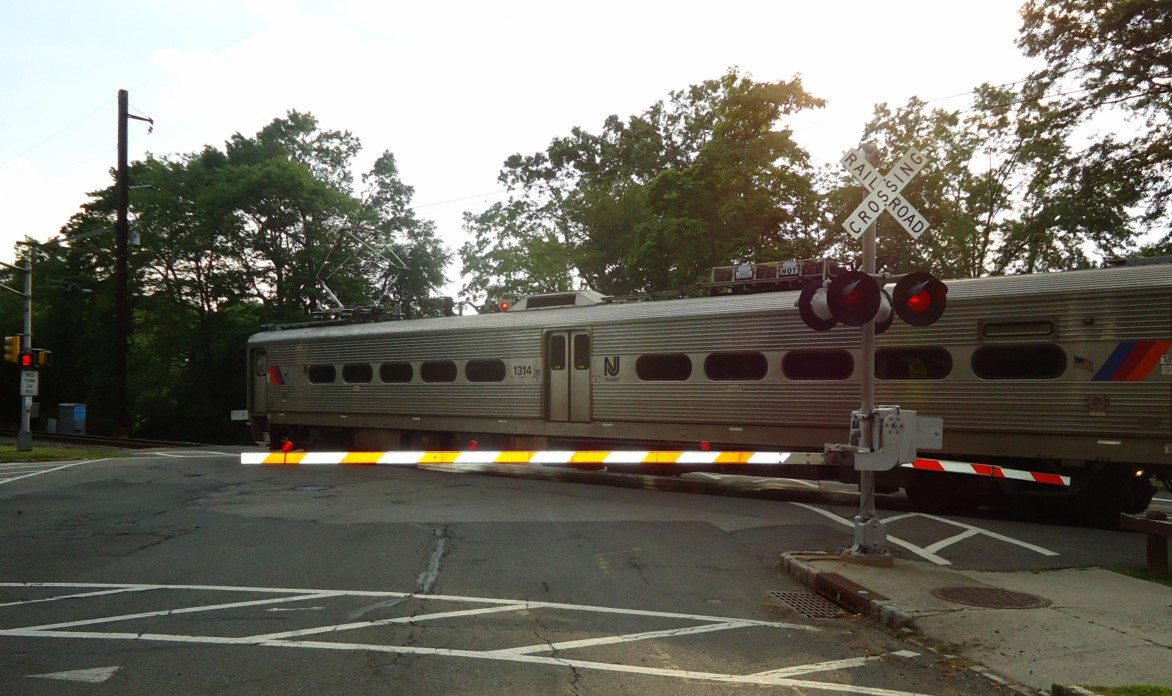
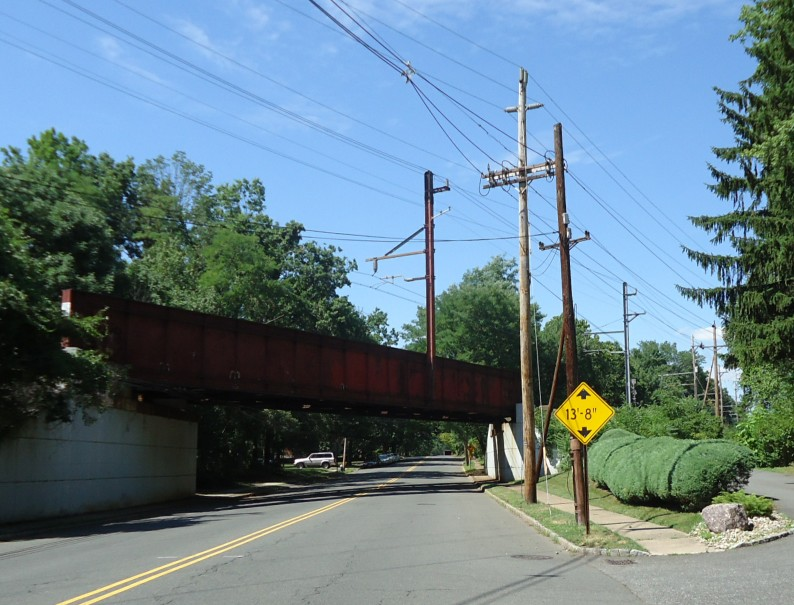
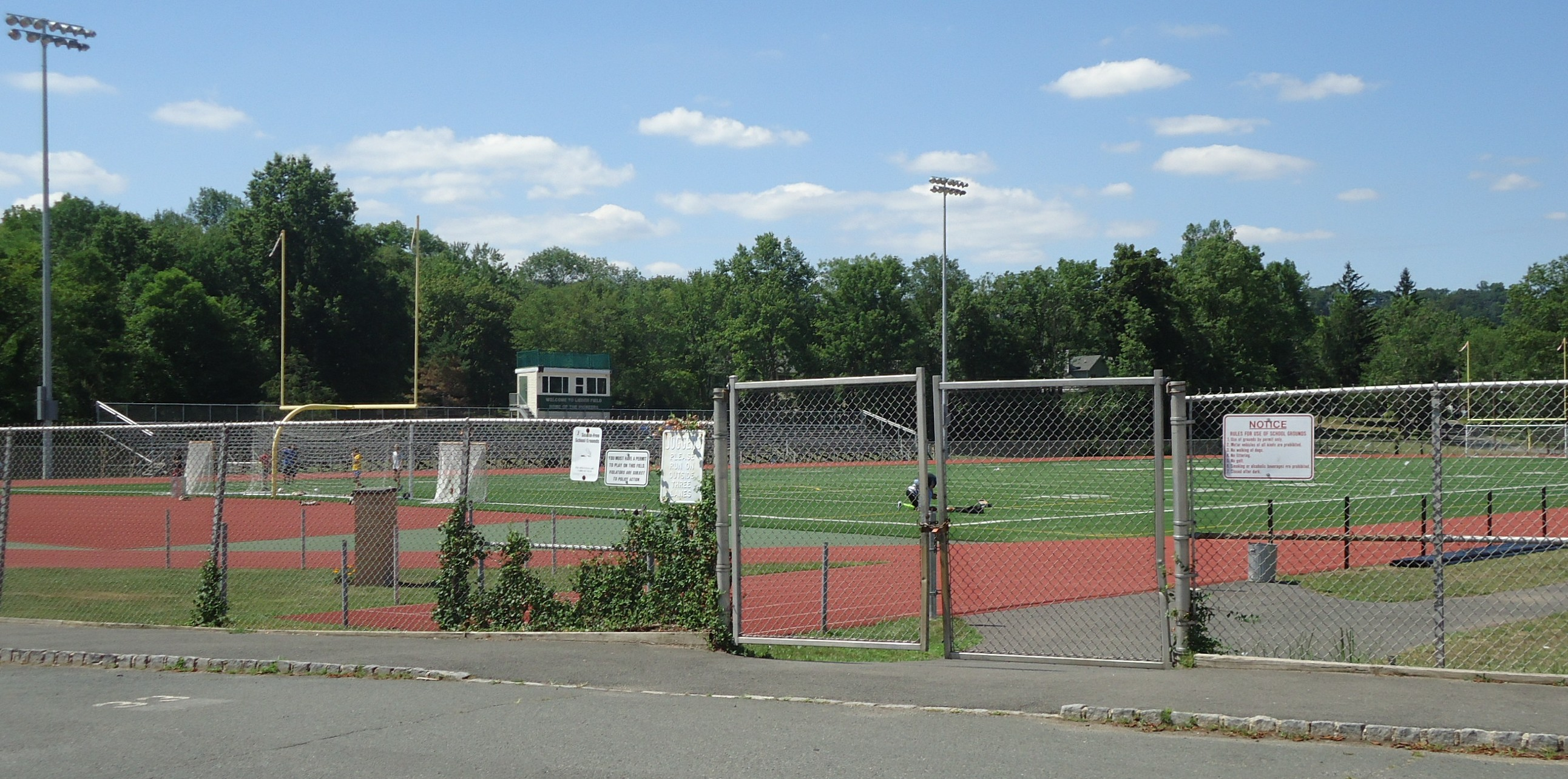
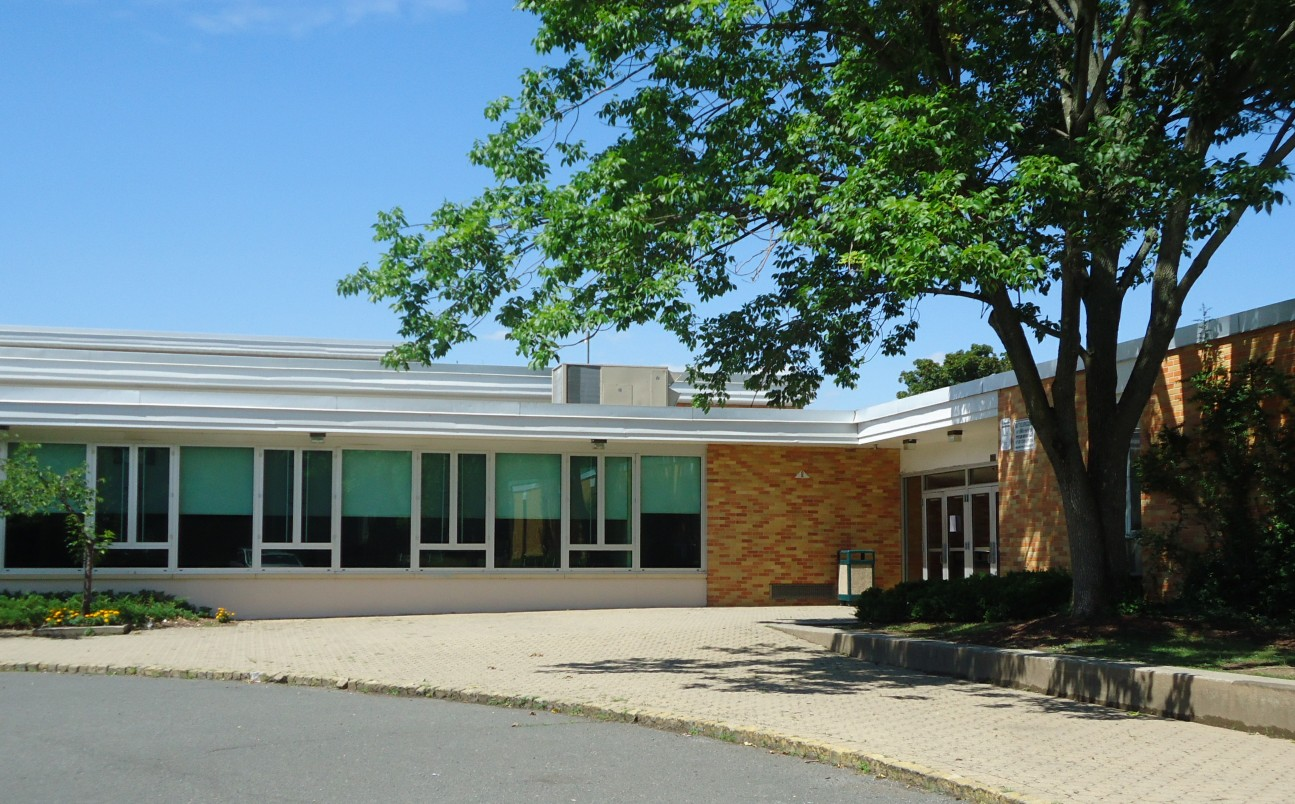
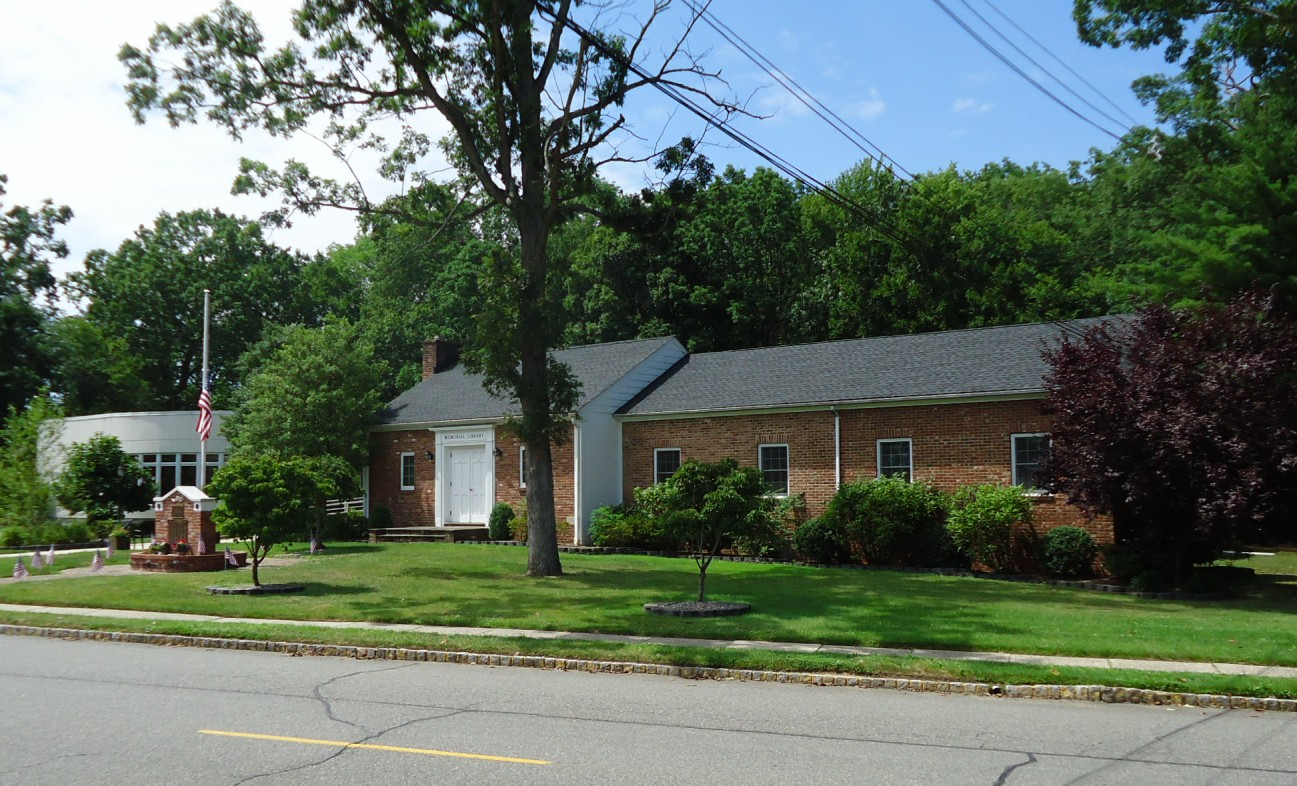
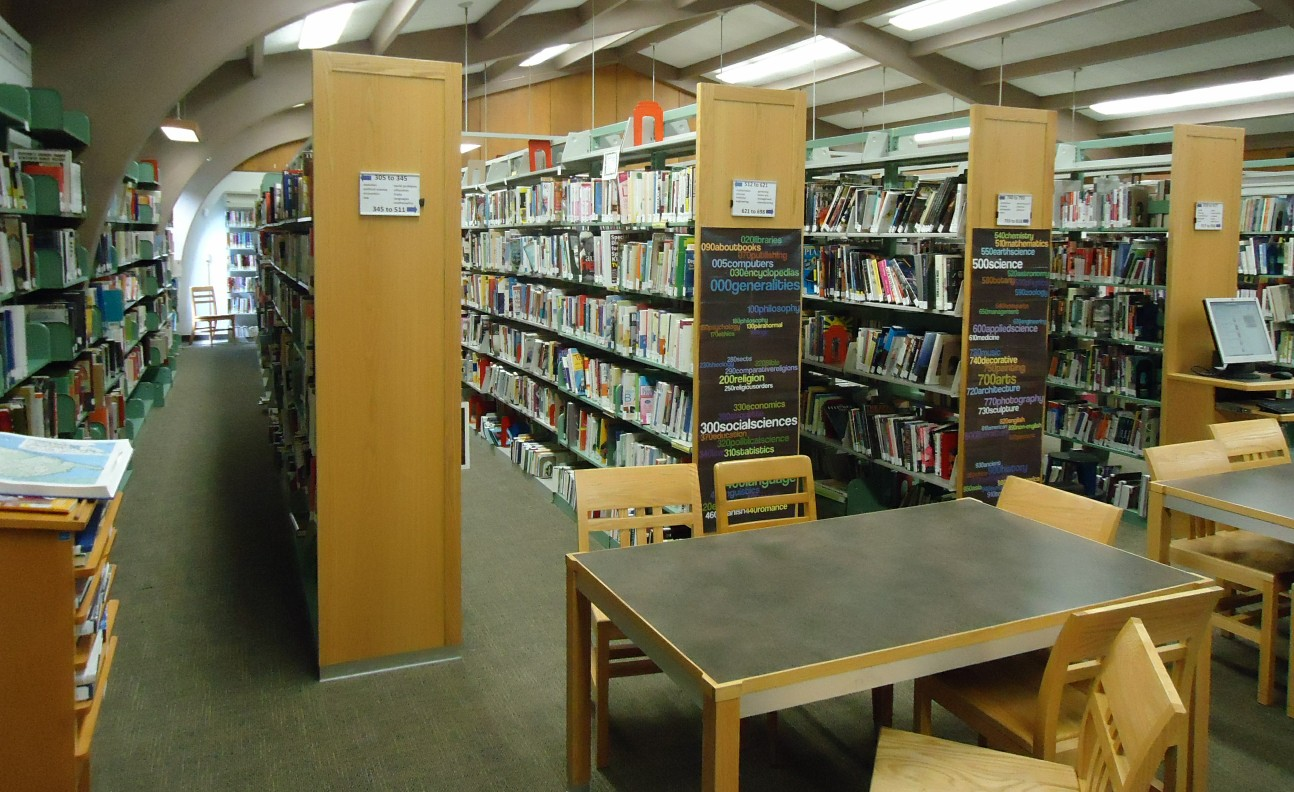
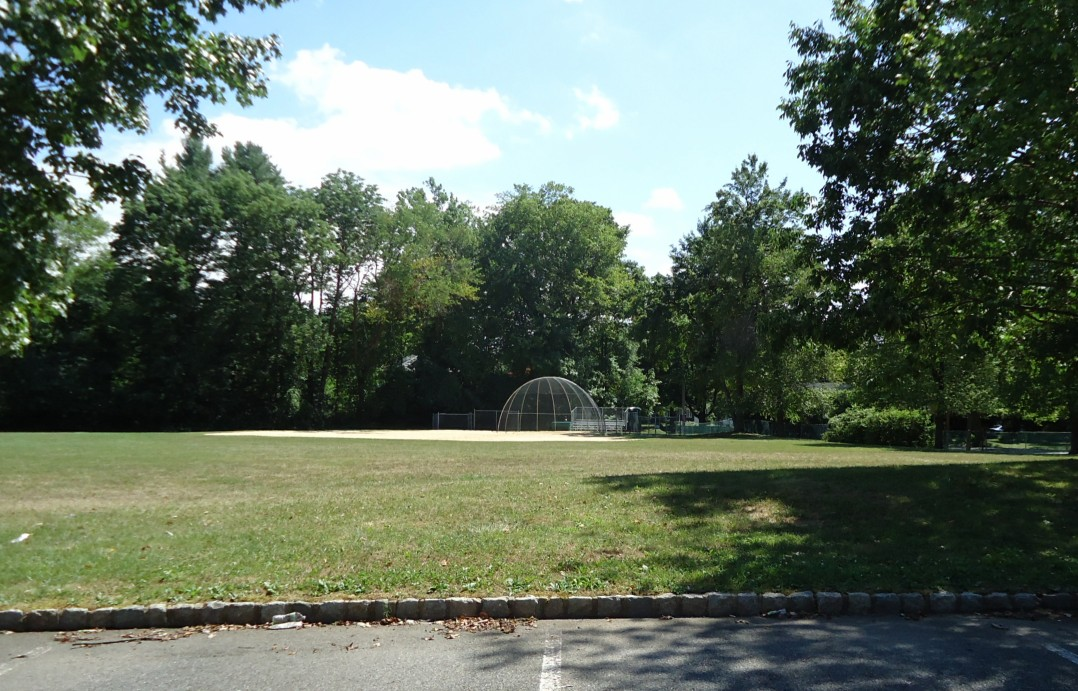